# Línea 505 (Tandil)
La línea 505, o Línea Marrón (Tandil), pertenece al partido de Tandil, siendo operada por Transporte Gral. Belgrano S.A.

## Recorrido
- Pedersen; Rosales; Av. Actis - Av. Espora; Buzón; Mitre; Montiel; San Martín; Rivadavia; M. de Andrea; Ituzaingo; Gaucho Rivero; Fragata Sarmiento; Arenales; Payró; Paraguay - Sarmiento; Chacabuco; Pinto; Rodríguez; Maipú; Buzón; Falucho; Colombia, Barrientos, Liniers; Portugal - Belgrano - Godoy Cruz; Ituzaingó, Paraguay; Sarmiento; 11 de Septiembre; Av. Marconi - Av. Espora - Av. Actis; Rosales; Pedersen.
- CABECERA CAMPUS UNIVERSITARIO

(LUNES A VIERNES: 08:00 a 22:00. SÁBADO: 08:00 a 13:00.) 
Cabana; Los Ombúes; Pedersen; (recorrido habitual); Pedersen; Los Ombúes; Cabana.